# Marketingkutatás
A marketingkutatás egy formális eljárás, ami a marketing-döntéshozatalt a gyakorlatban is alkalmazható információkkal látja el az adatok szisztematikus feltárása, gyűjtése, elemzése és közlése révén. A vállalati marketingtevékenység információs bázisa. A marketingkutatás részben a piaci folyamatokra, részben a marketingaktivitások helyes kialakítására irányul.

## Célja
Célja a vezetői döntések előkészítése, válaszadás a következő kérdésekre:
- az általános piaci helyzetre (főbb jellemzőire, piaci részesedésre, konkurensekre, fogyasztókra);
- keresleti helyzetre (szükséglet, igény, fogyasztói magatartás, keresletre ható tényezők);
- beszerzési lehetőségre (forráslehetőségek azonosítása, nyereséges és eredményes árukészlet kialakítása);
- kínálati helyzetre (termék, ár, csomagolás, értékesítési feltételek).

## Folyamata
1. A probléma meghatározása
2. A probléma megközelítésének kidolgozása
3. Kutatási terv készítése
4. Terepmunka/adatgyűjtés
5. Adatelőkészítés és elemzés
6. Kutatási jelentés és prezentáció

## Döntéstípusok[1]
Philip Kotler szerint (1991) 
- piacelemzés,
- új termékek és szolgáltatások kidolgozása,
- márkanevek és csomagolási formák kiválasztása,
- a legmegfelelőbb ár meghatározása,
- a reklámozásra vonatkozó kérdések.

Green–Tull szerint (1982):
- a vállalat piaci működésének elemzése,
- gyártmányvizsgálat,
- az eladások ösztönzését elősegítő kutatások,
- az áruelosztás vizsgálata, árelemzések.